# فیلیپ بووار
فیلیپ بووار (انگلیسی: Philippe Bouvard; ۶ دسامبر ۱۹۲۹ – ) مجری رادیو، بازیگر و روزنامه‌نگار اهل فرانسه بود.
از فیلم‌ها یا برنامه‌های تلویزیونی که وی در آن نقش داشته‌است می‌توان به بال یا ران اشاره کرد.
وی همچنین برندهٔ جوایزی همچون لژیون دونور (شوالیه) شده‌است.